# Raffaella Rea
Raffaella Rea (Napoli, 29 maggio 1982) è un'attrice italiana.

## Biografia
Nata a Napoli, dopo la maturità liceale si trasferisce nel 2000 a Roma per frequentare l'Accademia nazionale d'arte drammatica, dove si diploma nel 2003.
Lavora in teatro, cinema e soprattutto in televisione, salendo alla ribalta con la serie tv Raccontami (2006), regia di Tiziana Aristarco e Riccardo Donna, e la miniserie TV Graffio di tigre (2007), regia di Alfredo Peyretti, in cui è protagonista, con il ruolo di Rosa, insieme a Sergio Assisi e Gabriella Pession.
A queste fiction TV fanno seguito, tra le altre: Il commissario De Luca, regia di Antonio Frazzi, Raccontami - Capitolo II, Le ali, regia di Andrea Porporati, film TV dedicato alla storia di Gianfranco Paglia, capitano della Folgore, in missione in Somalia che nel 1993, durante un'imboscata, ha perso l'uso della gambe, e Pane e libertà, regia di Alberto Negrin, miniserie dedicata al sindacalista Giuseppe Di Vittorio.
I suoi primi lungometraggi sono: L'amore ritrovato (2004), regia di Carlo Mazzacurati, e Tris di donne e abiti nuziali (2009), regia di  Vincenzo Terracciano.
Nel 2023 è stata parte dello spot di Autostrade per l'Italia Non chiudere gli occhi. La sicurezza stradale riguarda anche te in ricordo delle 3100 vittime decedute per incidenti stradali nel corso del 2022.

## Filmografia

### Cinema
- Le cose che si perdono, regia di Camilla Ruggiero – cortometraggio (2004)
- L'amore ritrovato, regia di Carlo Mazzacurati (2004)
- Tris di donne e abiti nuziali, regia di  Vincenzo Terracciano (2009)
- Domani, diretto da Giovanni Bufalini (2011)
- Manuel, regia di Dario Albertini (2017)
- Nour, regia di Maurizio Zaccaro (2019)
- Educazione fisica, regia di Stefano Cipani (2022)

### Televisione
- Don Bosco, regia di Lodovico Gasparini – miniserie TV (2004)
- Distretto di Polizia – serie TV, episodio 5x23 (2005)
- E poi c'è Filippo, regia di Maurizio Ponzi – miniserie TV (2006)
- Raccontami – serie TV (2006)
- Graffio di tigre, regia di Alfredo Peyretti – miniserie TV (2007)
- L'ultimo dei Corleonesi, regia di Alberto Negrin – film TV (2007)
- Distretto di Polizia 7 – serie TV, 18 episodi (2007)
- Nebbie e delitti 2 – serie TV (2007)
- Il commissario De Luca – serie TV, 4 episodi (2008)
- Raccontami 2 – serie TV (2008)
- Le ali, regia di Andrea Porporati – film TV (2008)
- Pane e libertà, regia di Alberto Negrin – miniserie TV (2009)
- Medicina generale 2 – serie TV (2009)
- L'ispettore Coliandro – serie TV, episodio 3x02 (2009)
- La leggenda del bandito e del campione, regia di Lodovico Gasparini – miniserie TV (2010)
- La narcotici – serie TV (2011)
- Il generale Della Rovere, regia di Carlo Carlei – miniserie TV (2011)
- Il generale dei briganti, regia di Paolo Poeti – miniserie TV (2012)
- Vi perdono ma inginocchiatevi, regia di Claudio Bonivento – film TV (2012)
- Le mille e una notte - Aladino e Sherazade (One Thousand and One Nights), regia di Marco Pontecorvo – miniserie TV (2012)
- Adriano Olivetti - La forza di un sogno, regia di Michele Soavi – miniserie TV (2013)
- A testa alta - I martiri di Fiesole, regia di Maurizio Zaccaro – film TV (2014)
- La strada dritta, regia di Carmine Elia – miniserie TV (2014)
- La narcotici 2 – serie TV (2015)
- Sotto copertura – serie TV (2015)
- Il sistema – serie TV (2016)
- Una pallottola nel cuore 3 – serie TV, 6 episodi (2018)
- La porta rossa 2 – serie TV, 6 episodi (2019)
- Sopravvissuti – serie TV (2022)
- La vita bugiarda degli adulti –  serie TV (2023)
- Resta con me – serie TV (2023)
- Noi siamo leggenda – serie TV, episodi 1x01-1x12 (2023)
- Inganno, regia di Pappi Corsicato – miniserie TV(2024)
- Vincenzo Malinconico, avvocato d'insuccesso – serie TV, episodio 2x03 (2024)
- Mare fuori – serie TV, 6 episodi (2025)